# 青柳善の輔
青柳 善の輔（あおやぎ よしのすけ、2002年2月13日 - ）は、日本のフリースタイルレスリング選手。埼玉県出身。階級は70kg級。

## 来歴
AACCでレスリングを始めた。小学生の時に全国大会で何度も優勝を果たした。鵠沼中学3年の時に全国中学生選手権で2位になった。埼玉栄高校3年の時に世界カデット選手権で3位となった。2020年に山梨学院大学へ進学すると、3年の時にU-20世界選手権で3位になった。4年の時には全日本選抜選手権、全日本学生選手権、全日本選手権で優勝、U-23世界選手権では2位になった。2024年にクリナップの所属となると、全日本選抜選手権で2連覇した。U-23世界選手権では3位、その直後に出場した世界選手権では2位だった。

## 主な戦績
- 2016年 -　全国中学生選手権　2位（47kg級）
- 2019年 -　世界カデット選手権　3位（60kg級）
- 2019年 -　全国高校選抜大会　3位（60kg級）
- 2019年 -　全国高校生グレコローマン選手権　3位（65kg級）
- 2022年 -　U-20世界選手権　3位（65kg級）

70㎏級での戦績
- 2023年 -　アジア選手権　3位
- 2023年 -　全日本選抜選手権　優勝
- 2023年 -　全日本学生選手権　優勝
- 2023年 - U-23世界選手権　2位
- 2023年 -　全日本選手権　優勝
- 2024年 -　アジア選手権　2位
- 2024年 -　全日本選抜選手権　優勝
- 2024年 - U-23世界選手権　3位
- 2024年 - 世界選手権　2位

（出典）